# Tomé II de Constantinopla
Tomé II de Constantinopla foi o patriarca de Constantinopla de 667 a 669 d.C.. Ele era de fé ortodoxa durante a controvérsia monotelita.
Pouco se sabe sobre sua vida. Ele esteve a serviço do patriarcado, servindo como escriba e como diretor do Scala Gerokoeion e do Neapolis Ptochotropheion, sendo consagrado bispo em 665 d.C.. Ele foi eleito seis meses e meio após seu antecessor, Pedro de Constantinopla.
O período de seu episcopado é incerto, pois as fontes discordam sobre o assunto. De acordo com Nicéforo Calisto, ele teria durado dois anos e sete meses. Já Teófanes, o Confessor, fala de três anos enquanto que na lista de Leoglavious constam quatro anos e sete meses.